# David Chan
David Chan (San Diego, maig de 1973) és un violinista i director d'orquestra estatunidenc.
Chan ha estat concertista de l'Orquestra de l'Òpera Metropolitana. Des del 2016, és director de l'Orquestra Montclair i des de 2018 ocupa el càrrec de director musical de la Camerata Nocturna. La temporada 2018-19 va debutar a la direcció de Carnegie Hall i va viatjar a Europa per actuar amb l'Real Orquestra Filarmònica de Lieja i l'Orquestra Dijon Bourgogne, entre d'altres.
Gràcies al seu sogre es va interessar pel vi. Aquest interès el va portar a reunir-se amb Bernard Hervet, conseller delegat de Maison Faiveley, i Aubert de Villaine del Domaine de la Romanee-Conti. La seva trobada va donar lloc a la fundació del Festival Musique et Vin au Clos Vougeot que es celebra a la regió de Borgonya, festival del qual Chan és el director musical.

## Enregistraments
- David Chan: La Campanella
- Beethoven: Concert per a violí (Park Avenue Chamber Symphony, David Bernard, director)
- Grans duos per a violí i violoncel (amb Rafael Figueroa, violoncel·lista)